# Ghiacciaio Tate
Il Ghiacciaio Tate (in lingua inglese: Tate Glacier) è un ghiacciaio tributario antartico, situato sul versante meridionale del Thomas Spur, che fluisce in direzione est e si unisce al Ghiacciaio Moffett subito a est dello sperone roccioso, dove i due ghiacciai vanno a confluire nel più esteso Ghiacciaio Amundsen, nei Monti della Regina Maud, in Antartide. 
Il ghiacciaio è stato mappato dall'United States Geological Survey (USGS) sulla base di rilevazioni e di foto aeree scattate dalla U.S. Navy nel periodo 1960-64.
La denominazione è stata assegnata dall'Advisory Committee on Antarctic Names (US-ACAN) in onore di Robert G. Tate, geomagnetista e sismologo presso la Base Amundsen-Scott durante la sessione invernale del 1964.